# Anna von Stockhausen
Anna von Stockhausen geborene Oschatz (* 11. Mai 1849 in Breslau) war eine deutsche Schriftstellerin und Übersetzerin, die auch unter dem Pseudonym Alice Salzbrunn publizierte.

## Leben
Schon im Alter von 16 Jahren hat sie eine Novelle geschrieben, mit der sie einen Preis gewonnen hat. 1884 lebte sie in Oppeln und später in Breslau. Über ihre Eltern, ihre Verheiratung und sonstige Lebensumstände ist nichts bekannt.

## Werke (Auswahl)
- Album der Malerei und Musik. 2 Theile. Schäfer, Leipzig 1865–1866.
- Stilleben. Novellen und Erzählungen. Bremen 1868.
- Das Wort Gottes in Zeugnissen von Theologen, Philosophen und Dichtern. Eine Festgabe. Friese, Leipzig 1870.
- Im Erlenthal. Sittenbilder aus Irland. Benziger, Einsiedeln 1885.
- Dramatische Frauen. Ein Sonettenkranz. Schaub, Düsseldorf 1865.
- Ein Abendessen bei Papa Jonas. Benziger, Einsiedeln 1884.[1]
- Historische Sagen und Skizzen. Der Jugend erzählt. Illustrationen von Theodor Hosemann. Winckelmann, Berlin 1873.

## Übersetzungen (Auswahl)
- Ein Kranz auf das Grab des Dichters A. Graf von Platen. Short poems by various authors. Gesammelt von A. Salzbrunn, Herausgeberin des „Album der Malerei und Musik“. Klindworth, Hannover 1866. (Digitalisat)
- Farnkräuter. Ein Lebensbilderbuch. Aus dem Englischen Fern Leaves from Fanny Fern's portfolio übersetzt von Alice Salzbrunn. Bertelsmann, Gütersloh 1875.
- Die Kinder vom Seeligsberg. Eine Erzählung vom Luzerner See. Aus dem Englischen frei übersetzt. Bültmann & Gerriets, Oldenburg 1878.
- Novellen. Von Alexandrine-Sophie de Goury de Champgrand Bawr. Übersetzung Anna von Stockhausen. Foesser, Frankfurt am Main 1880.
- Um's liebe Brod. Eine Auswanderer-Geschichte. Von Henryk Sienkiewicz. Übersetzung Anna von Stockhausen. Benziger, Einsiedeln 1884.
- Gallicismen. Eine Sammlung französischer Redensarten mit deutscher Übersetzung. Zum Gebrauch in höheren Lehranstalten und zum Selbstunterricht. Foesser, Frankfurt am Main 1889.
- Der Sinnspruch des Ringes. Nach dem Englischen der Mrs. W. Hunt erzählt. Benziger, Einsiedeln 1890.[2]
- Das Weihnachtsfest in Thompsonhall. Nach dem Englischen des R. E. Francillon nacherzählt von Alice Salzbrunn. Benziger, Einsiedeln 1891.
- Der blinde Organist von Sevilla. Eine Sage von der heiligen Christnachtsmesse. Dem Spanischen nacherzählt. Benziger, Einsiedeln 1892.
- Ein Beutel voll Diamanten. Roman von George Manville Fenn. Aus dem Englischen von Alice Salzbrunn. Abt, München/Wien 1899.
- Die Blüte einer Aloe. Roman von John Cashel Hoey. Aus dem Englischen von Alice Salzbrunn. Abt, München/Wien 1899.
- Mein ist die Rache. Von B. L. Farjeon. Übersetzung von Alice Salzbrunn. Eberle & Rickenbach, Einsiedeln 1900.
- Die Schwestern von Ladywell. Von Mrs. Parsons. Übersetzung von Alice Salzbrunn. Eberle & Rickenbach, Einsiedeln 1900.
- Treu bis zum Tode. Von Allan Brown. Übersetzung von Alice Salzbrunn. Breer & Thiemann, Hamm 1900.
- Toni, die Kammerjungfer. Humoreske nach dem Amerikanischen von Blanche Willis Howard. Frei übersetzt von Alice Salzbrunn. Breer & Thiemann, Hamm 1900.